# Bill and keep
Bill and keep - system rozliczeń międzyoperatorskich, w którym stawka opłaty MTR za połączenie pomiędzy dwiema różnymi sieciami komórkowymi jest zerowa.